# Kærlighed og Penge
Kærlighed og Penge er en dansk stumfilm fra 1913, der er instrueret af Leo Tscherning efter manuskript af Harriet Bloch.

## Handling
Karen har tre ihærdige friere, løjtnant Schaleton, digteren Scherning og ejendomsbesidder Arnold, som yderst ivrigt søger at gøre deres hoser grønne. En dag ankommer en veninde, Ebba Thorson, fra Amerika, og venner og bekendte indbydes til et selskab. Til stede er også dr. Kafart, som er Karens søns lærer, og Karens fætter, der er officer, og som betages af Ebba. For at finde ud af, om de mange tilbedere kun er ude efter Karens penge, foregiver hun under festen at få et brev, hvoraf det fremgår, at hun bliver erklæret konkurs. Alle får travlt med at komme hjem, og den følgende dag modtager Karen breve fra de tre friere, som meget beklager, at de i fremtiden ikke har tid. Doktoren er dog oprigtigt forelsket i Karen, og de finder hinanden. De tre uheldige friere kaster nu deres kærlighed på Ebba, men hun og officeren er blevet forelskede i hinanden. De uheldige friere lusker flove bort.